# Athyrma orbana
Athyrma orbana är en fjärilsart som beskrevs av Heinrich Benno Möschler 1880. Athyrma orbana ingår i släktet Athyrma och familjen nattflyn. Inga underarter finns listade i Catalogue of Life.